# Łyczkowiec

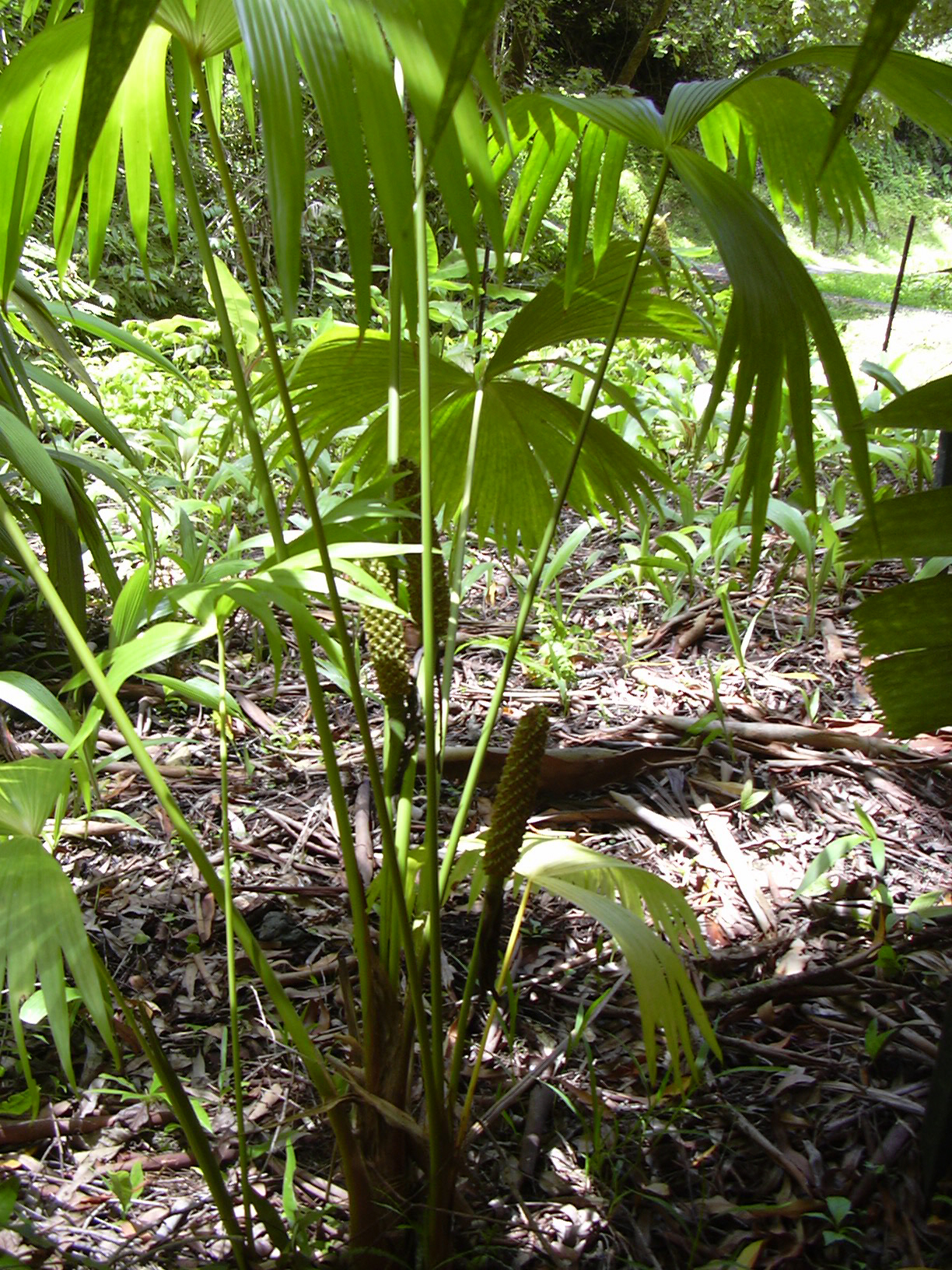
Pokrój łyczkowca dłoniastego

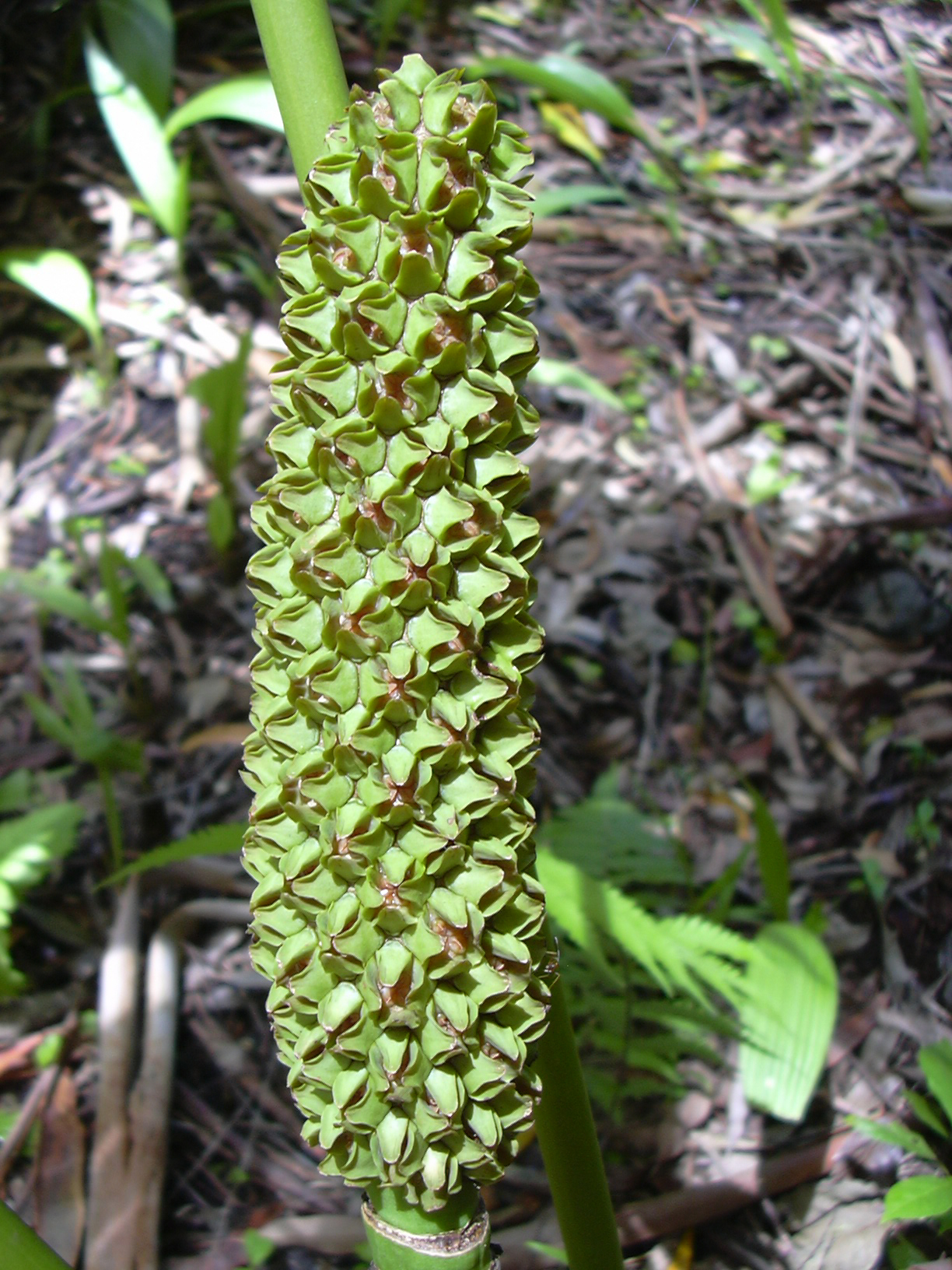
Niedojrzały owocostan łyczkowca dłoniastego

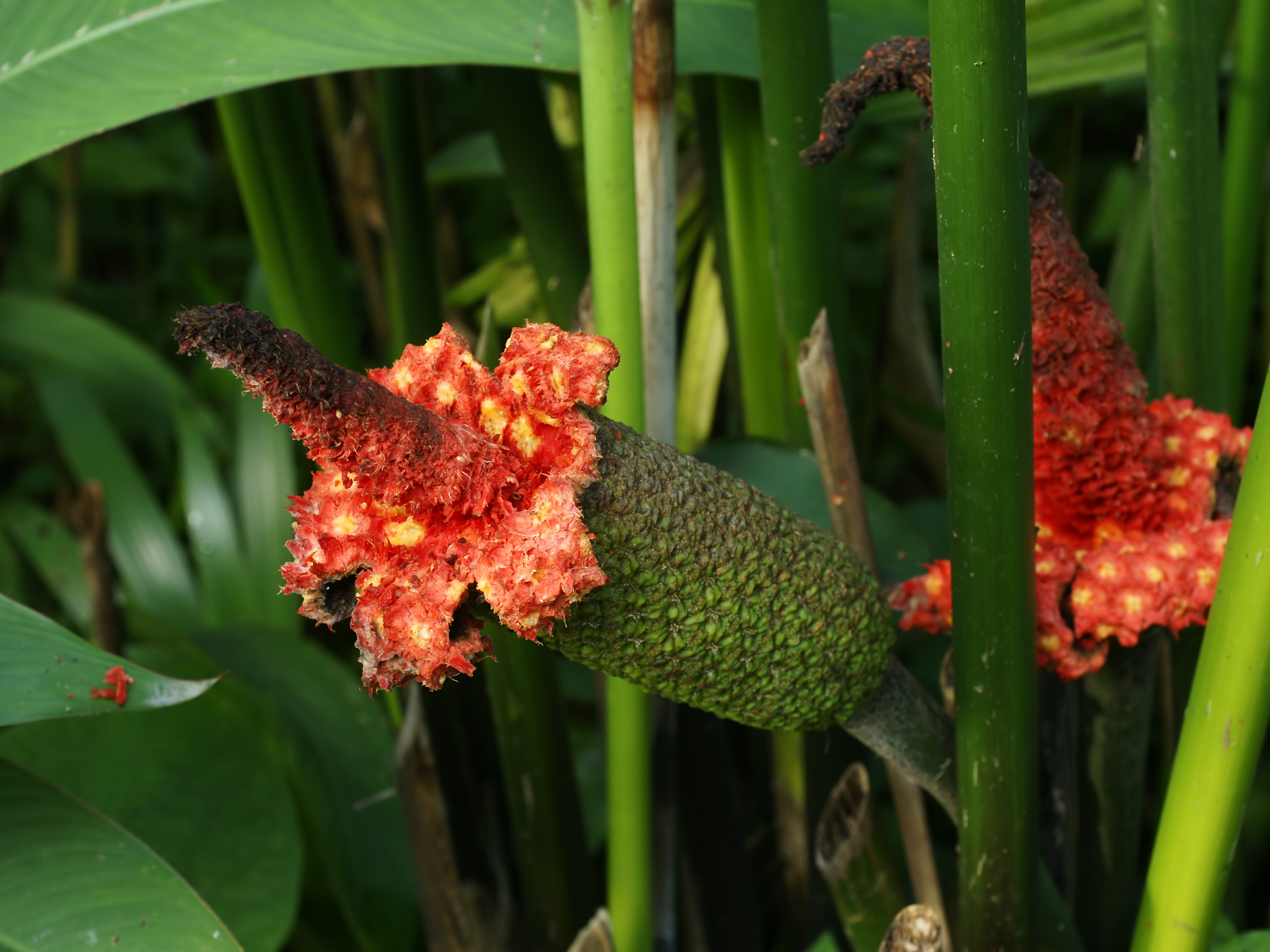
Dojrzały, pękający owocostan łyczkowca dłoniastego

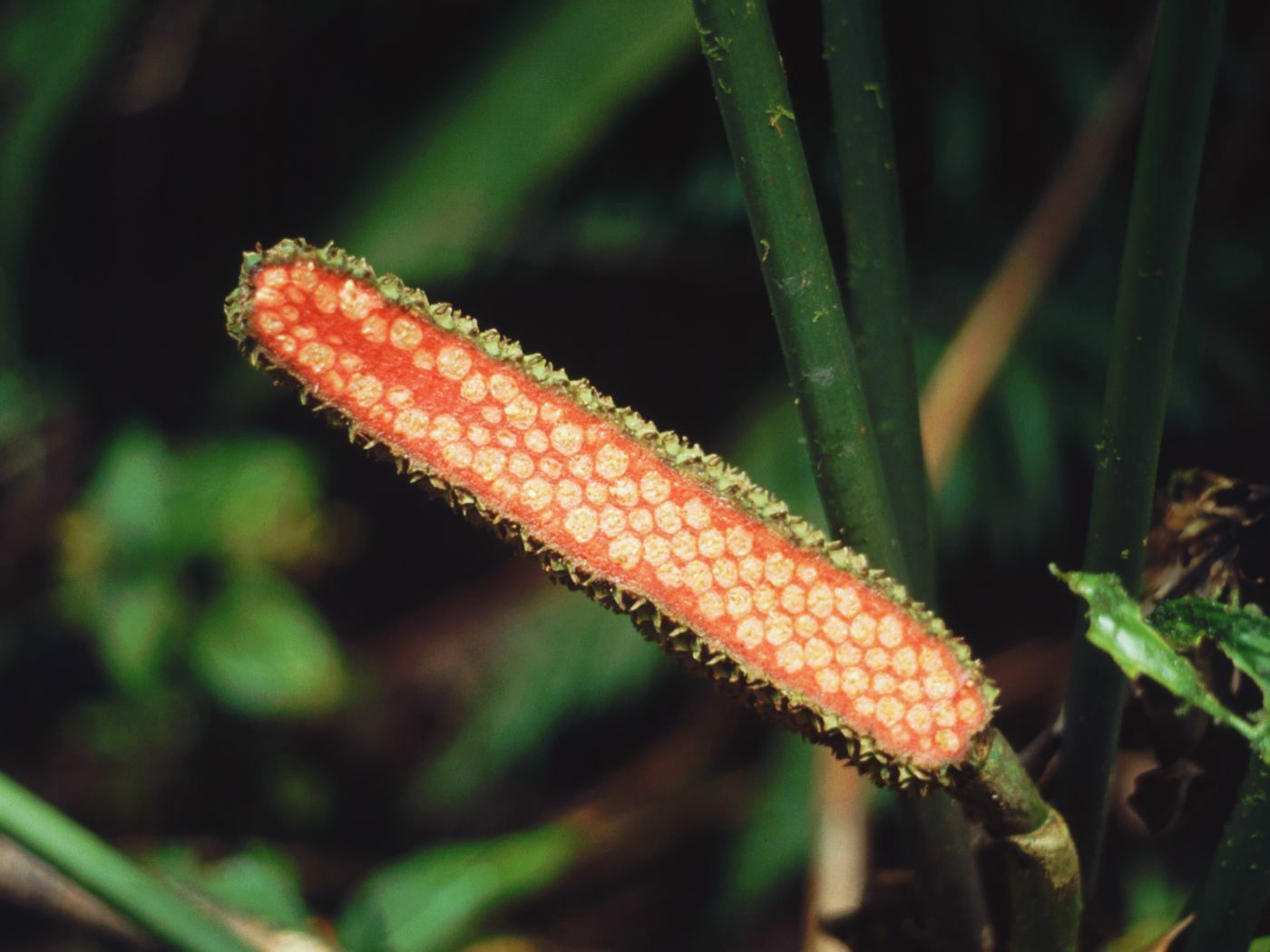
Przekrój przez owocostan Carludovica rotundifolia

Łyczkowiec, karludowika, batożyca (Carludovica Ruiz & Pav.) – rodzaj wieloletnich, naziemnopączkowych roślin z rodziny okolnicowatych, obejmujący 4 gatunki, występujące w tropikalnej Ameryce, od południowo-wschodniego Meksyku do Peru i Boliwii oraz Wenezueli i północnej Brazylii. Jeden gatunek, łyczkowiec dłoniasty, naturalizowany na Karaibach, jest ważną rośliną włóknodajną, na której oparty jest ekwadorski przemysł produkcji kapeluszy Panama. 

## Morfologia
PokrójWysokie, naziemne rośliny wyglądem przypominające palmy.
ŁodygaSkrócona, rozgałęziająca się sympodialnie.
LiścieUlistnienie skrętoległe. Blaszki liściowe wachlarzowate, podzielone na 3–5 segmentów. Segmenty blaszki klinowate, wierzchołkowo ząbkowane lub wrębne. Ogonki liściowe 3–5-krotnie dłuższe od blaszek.
KwiatyRośliny jednopienne. Kwiaty jednopłciowe położone w spiralnych grupach złożonych z 1 kwiatu żeńskiego otoczonego przez 4 kwiaty męskie, zebrane w kolbę wspartą 3–4 liściastymi pochwami. Kolby cylindryczne do elipsoidalnych. Kwiaty męskie masywne, złożone z bardzo wielu pręcików, siedzących na dnie kwiatowym, z brzegu otoczonym 15–20 zaokrąglonymi, szczecinowatymi, gruczołowatymi listkami okwiatu. Nitki pręcików u nasady zgrubiałe, zrośnięte do postaci "cebulki". Kwiaty żeńskie częściowo zrośnięte, zbudowane z 3 okółków: zewnętrznie położonych 4 listków okwiatu, następnie 4 bardzo długich, giętkich, włosowatych prątniczek i wewnętrznie położonych 4 zrośniętych w jednokomorową zalążnię owocolistków. Na wierzchołkach prątniczek niekiedy obecne są zredukowane główki pręcików, okazjonalnie płodne. Łożyska parietalne, tworzące liczne zalążki. Szyjki słupków pojedyncze lub nieobecne.
OwoceMięsiste, zrośnięte, jagodopodobne, zawierające liczne nasiona o bielmie bogatym w tłuszcze.

## Biologia i ekologia
RozwójRośliny wieloletnie, hemikryptofity. Łyczkowce są roślinami protoandrycznymi. Rośliny kwitną przez 2 doby. Wpierw nitkowate staminodia rozwijają się, emitując zapach, przywabiający owady, po czym odpadają. Następnie kwiaty męskie emitują pyłek, po czym również odpadają. Dopiero wówczas odkrywane są kwiaty żeńskie, które stają się receptywne. Rośliny są zapylane przez niewielkie chrząszcze z nadrodziny Curculionoidea (np. tutkarzowate, ryjkowcowate, Brentidae). Nasiona są rozprzestrzeniane przez nietoperze, małpy i ptaki, które żerują na owocach tych roślin, a także przez wodę, u gatunków zasiedlających brzegi cieków wodnych.
SiedliskoWilgotne, zacienione miejsca w wilgotnych lasach równikowych i lasach mglistych. Jedynie łyczkowiec dłoniasty zasiedla miejsca suche i słoneczne.
Interakcje z innymi gatunkamiLiście łyczkowca dłoniastego i Carludovica drudei służą nietoperzom z rodziny liścionosowatych (np. Artibeus watsoni i Uroderma bilobatum), do budowania kryjówek, chroniących je przed upałem i deszczem. Łyczkowce są roślinami żywicielskimi dla mszycowatych z gatunku Cerataphis brasiliensis.
GenetykaLiczba chromosomów 2n = 30 (łyczkowiec dłoniasty).

## Systematyka
Pozycja systematyczna według Angiosperm Phylogeny Website (aktualizowany system APG IV z 2016)Należy do podrodziny Carludovicioideae, rodziny okolnicowatych, w rzędzie pandanowców (Pandanales)  zaliczanych do jednoliściennych (monocots).
Gatunki
- Carludovica drudei Mast.
- Carludovica palmata Ruiz & Pav. – łyczkowiec dłoniasty
- Carludovica rotundifolia H.Wendl. ex Hook.f.
- Carludovica sulcata Hammel

## Nazewnictwo
Toponimia nazwy naukowejNazwa naukowa rodzaju została nadana na cześć króla Hiszpanii Karola IV Burbona i jego żony, królowej Marii Ludwiki Burbon-Parmeńskiej.
Polskie nazwy zwyczajoweW roku 1894 Erazm Majewski w Słowniku nazwisk zoologicznych i botanicznych polskich... podał dwie polskie nazwy tego rodzaju: "batożyca" i "łyczkowiec". Jako polską nazwę gatunku Carludovica palmata Majewski podał "bombanaksa" i "toquila". Józef Rostafiński w Słowniku polskich imion rodzajów oraz wyż̇szych skupień roślin z 1900 wskazał 3 nazwy rodzaju: "karludowika", "batożyca" i "łyczkowiec". W Słowniku roślin użytkowych Zbigniewa Podbielkowskiego z 1989 roku podana jest polska nazwa gatunku Carludovica palmata – "łyczkowiec dłoniasty". Jako nazwy oboczne autor podał również "karludowika dłoniasta" i "batożyca dłoniasta".

## Zastosowanie
Rośliny spożywczeNasady pąków liściowych i owoce łyczkowca dłoniastego są jadalne przez rdzenną ludność Ameryki.
Rośliny ozdobneCarludovicia drudei i łyczkowiec dłoniasty bywają uprawiane jako rośliny ozdobne.
Rośliny włóknisteŁyczkowiec dłoniasty jest uprawiany przemysłowo w Ameryce Południowej jako źródło włókna. W Ekwadorze z liści tej rośliny wyplatane są kapelusze Panama. Do produkcji jednego kapelusza używa się 6 młodych liści. Ekwador rocznie eksportuje około 4 milionów sztuk tych nakryć głowy. Starsze liście używane są do produkcji mat i koszy. Liście innych gatunków służą do produkcji strzech i mioteł. Ogonki liściowe łyczkowca dłoniastego używane są do budowy pułapek na drobne ssaki i ryby.